# Centro svizzero di calcolo scientifico
Das Centro svizzero di calcolo scientifico (CSCS) beziehungsweise Swiss National Supercomputing Centre ist das nationale Hochleistungsrechenzentrum der Schweiz. Es wurde 1991 in Manno TI gegründet. Im März 2012 zog das CSCS an einen neuen Standort in Lugano-Cornaredo.
Mit seinen ca. 50 Mitarbeitern dient das CSCS vor allem als sog. National User Lab. Dabei werden in einem Wettbewerbsverfahren Forschungsanträge evaluiert und die besten durch kostenlosen Zugang zum nationalen Hochleistungsrechner gefördert. Des Weiteren betreibt es dedizierte Supercomputer-Anlagen für Forschungsprojekte und Mandate von nationalem Interesse, wie beispielsweise die Wettervorhersage. Es ist das nationale Kompetenzzentrum für Hochleistungsrechnen und dient als Technologieplattform für die rechnergestützte Forschung in der Schweiz. Das Rechenzentrum ist eine autonome Einheit der ETH Zürich und arbeitet eng mit der lokalen Universität der italienischen Schweiz (USI) zusammen.

## Gebäude

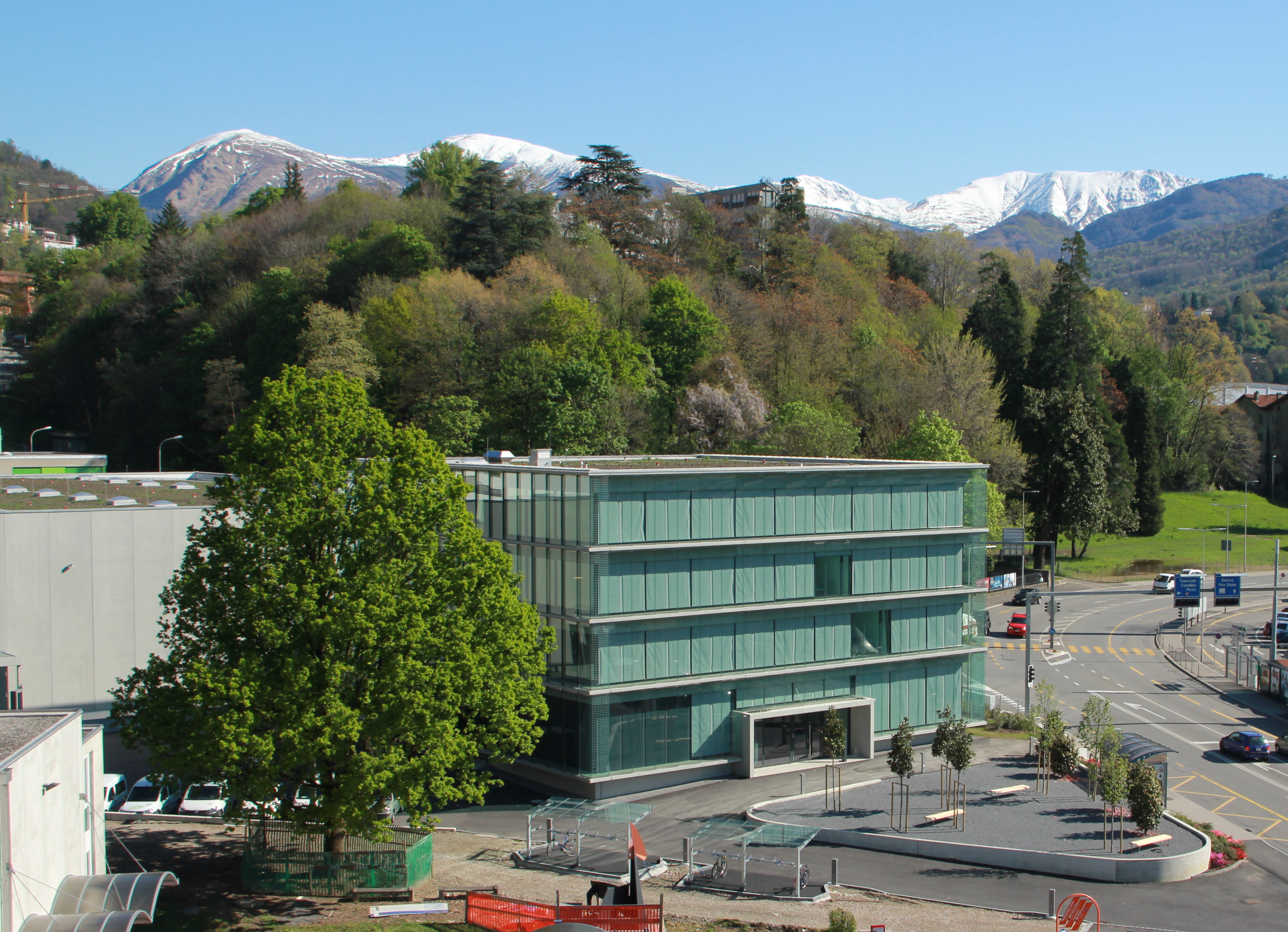
Das Bürogebäude des Swiss National Supercomputing Centre CSCS mit einem Teil des Rechnergebäudes am linken Bildrand

Das Gebäude in Lugano-Cornaredo verfügt über eine stützenfreie Maschinenraumfläche von 2000 m² und kann mit einer elektrischen Leistung von bis zu 20 Megawatt betrieben werden. Für die Kühlung der Rechner wird Wasser des Luganersees aus 45 m Tiefe über eine Strecke von 2,8 km zum Rechenzentrum gepumpt. Dadurch wird nur eine sehr geringe Energie für die Kühlung benötigt und das Rechenzentrum erreicht eine besonders hohe Energieeffizienz mit einem PUE < 1,25.

## Supercomputer
Die Supercomputer-Beschaffungen des CSCS können in zwei Phasen gegliedert werden: In der ersten Phase von 1991 bis 2001 wurde erprobte Technologie beschafft, um den Benutzern einen möglichst einfachen Zugang zu den Dienstleistungen des Rechenzentrums zu ermöglichen. Im Zentrum dieser Strategie stand die SX-Vektor-Architektur des Herstellers NEC.
2002 wurde mit der Beschaffung eines Rechners des Typs IBM SP4 erstmals ein massiv-paralleler Rechner in einer Cluster-Architektur als Produktionssystem beschafft. 2005 wurde mit der Beschaffung des ersten Cray XT3 Rechners, einer massiv-parallelen Rechnerarchitektur die zweite Phase eingeläutet. Seither beschafft das Rechenzentrum früh neue Rechnerarchitekturen, möglichst bevor sie ein allgemein verfügbares Produkt sind.

### Aktuelle Rechnersysteme
| Modell – Rechnername                                | CPU Typ                                                          | Anzahl Prozessoren                                        | Inbetriebnahme (letztes Upgrade) | Peak Performance (Tflop/s) | Nutzung                                          |
| --------------------------------------------------- | ---------------------------------------------------------------- | --------------------------------------------------------- | -------------------------------- | -------------------------- | ------------------------------------------------ |
| HPE Cray EX – Alps                                  |                                                                  |                                                           | 2020 (2024)                      |                            | u. a. Wettervorhersage (MeteoSchweiz)            |
| Cray CS-Storm – Kesch + Escha                       | Intel Haswell E5-2690v3 12-core 2,6 GHz und NVIDIA Tesla K80 GPU | 24 CPUs & 192 GPUs                                        | 2016                             | n/a                        | Wettervorhersage (MeteoSchweiz)                  |
| Hewlett-Packard – Euler (2)                         | Intel Xeon E5-2697v2 12C 2,7 GHz                                 | 416 Nodes (17′664 Prozessorkerne)                         | Mai 2014                         | 381,54                     | Universitäre Forschung ETH Zürich                |
| Cray XC50 – Piz Daint                               | Intel Xeon E5-2690v3 12C 2,6 GHz                                 | 30′146 (361′760 Prozessorkerne; 723′520 Hardware Threads) | November 2016                    | 25326,3                    | Forschung (v. a. Simulationen)                   |
| Cray XE6 – Monte Lema                               | AMD Opteron (K10) 12-core 2,1 GHz                                | 336 (4032 Prozessorkerne)                                 | April 2012                       | 33,87                      | Wettervorhersage (MeteoSchweiz)                  |
| Cray XE6 – Albis                                    | AMD Opteron (K10) 12-core 2,1 GHz                                | 144 (1728 Prozessorkerne)                                 | April 2012                       | 14,52                      | Wettervorhersage (MeteoSchweiz)                  |
| Cray XK7 – Tödi                                     | AMD Bulldozer Opteron 16-core 2,1 GHz und Nvidia Tesla K20x GPU  | 272 (4352 Prozessorkerne) + 272 Grafikprozessoren         | Oktober 2011 (Oktober 2012)      | 393,00                     | Forschung (v. a. Simulationen)                   |
| Cray XMT Next Generation – Matterhorn               | Cray Threadstorm                                                 | 64 (8192 Kernel Threads)                                  | Juni 2011                        | n/a                        | Forschung (v. a. Analyse unstrukturierter Daten) |
| Cray XE6 – Monte Rosa                               | AMD Bulldozer Opteron 16-core 2,1 GHz                            | 2992 (47′872 Prozessorkerne)                              | Mai 2009 (November 2011)         | 402,12                     | Forschung (v. a. Simulationen)                   |
| Computercluster (verschiedene Hersteller) – Phoenix | Intel Sandy Bridge 2,6 GHz und AMD 16-core Opteron 2,1 GHz       | 82 (736 Prozessorkerne)                                   | Oktober 2007 (Mai 2012)          | 13,32                      | Computing Grid des CERN LHC                      |

### Ehemalige Rechner
| Modell – Rechnername           | CPU Typ                            | Anzahl Prozessoren         | Betriebszeit                 | Peak Performance (Tflop/s) | Nutzung                                                            |
| ------------------------------ | ---------------------------------- | -------------------------- | ---------------------------- | -------------------------- | ------------------------------------------------------------------ |
| Cray XT4 – La Dôle             | AMD Opteron (K10) quadcore 2,3 GHz | 160 (640 Prozessorkerne)   | Mai 2007 – Juni 2012         | 5,88                       | Wettervorhersage (MeteoSchweiz)                                    |
| Cray XT4 – Piz Buin            | AMD Opteron (K10) quadcore 2,3 GHz | 264 (1056 Prozessorkerne)  | Mai 2007 – Juni 2012         | 9,71                       | Wettervorhersage (MeteoSchweiz)                                    |
| IBM P5 p575 – Mont Blanc       | IBM Power 5 1,5 GHz                | 768                        | Oktober 2006 bis Januar 2010 | 4,6                        | Forschung (v. a. Simulationen)                                     |
| Cray XT3 – Piz Palü            | AMD Opteron (K9) dual-core 2,6 GHz | 1664 (3328 Prozessorkerne) | Juni 2005 bis April 2009     | 17,31                      | Forschung (v. a. Simulationen)                                     |
| IBM P4 p690 – MPP              | IBM Power Power4 1,3 GHz           | 256                        | 2002 bis 2006                | 1,33                       | Forschung (v. a. Simulationen)                                     |
| NEC Corporation SX5 – Prometeo | NEC SX-5 Vektorprozessor           | 16                         | 1999 bis 2007                | 0,128                      | Forschung (v. a. Simulationen) und Wettervorhersage (MeteoSchweiz) |
| NEC Corporation SX4 – Gottardo | NEC SX-4 Vektorprozessor           | 16                         | 1995 bis 2004                | 0,032                      | Forschung (v. a. Simulationen)                                     |
| NEC Corporation SX3 – Adula    | NEC SX-3 Vektorprozessor           | 2                          | 1992 bis 1995                | 0,0128                     | Forschung (v. a. Simulationen)                                     |

Der Cray XT3 «Piz Palü» und der Cray XT4 «Piz Buin» befinden sich heute im Museum «Enter».

## National Supercomputing Service
Die Rechner des National User Labs werden vor allem von Schweizer Hochschulen und in der Schweiz gelegenen Forschungseinrichtungen (v. a. Paul Scherrer Institut, CERN) für ihre Forschung verwendet. 2022 wurden ca. 57 Millionen Rechenstunden (bezogen auf ganze Nodes) für 139 Forschungsprojekte mit ca. 2.400 Benutzern vergeben. Dabei entfiel fast die Hälfte der Nutzung auf die vier Hochschulen ETH Zürich, Universität Zürich, Universität Basel und EPFL. Bezüglich der Anwendungsgebiete wurde wiederum fast 90 Prozent der Rechenzeit für Forschung auf den Gebieten Chemie, Physik, Erd- und Umweltwissenschaften und Nanowissenschaften verwendet. Bei den verschiedenen Anwendungen auf den Rechnern des CSCS spielen Methoden aus der Molekulardynamik eine grosse Rolle.

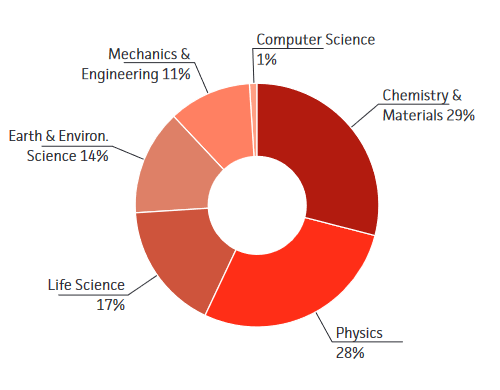
Verteilung der Nutzung der Supercomputer des CSCS nach Forschungsgebieten 2022
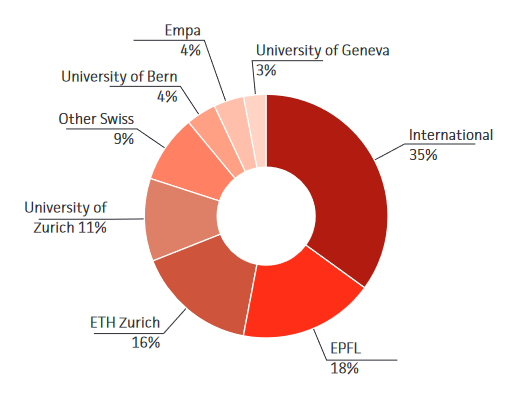
Verteilung der Nutzung der Supercomputer des CSCS nach Forschungseinrichtung 2022

## Dedizierte Dienste
Neben den Rechnern des National User Labs betreibt das CSCS dedizierte Rechner für strategische Grossforschungsprojekte und für Aufgaben von nationalem Interesse. Seit dem Jahr 2000 werden die numerischen Wettermodelle der MeteoSchweiz am CSCS berechnet. Im Januar 2008 wurde das erste operationelle hochauflösende Wettermodell in Europa auf einem massiv-parallelen Rechner am CSCS in Betrieb genommen. Am CSCS versieht ausserdem der schweizerische Computercluster für das Computing Grid des CERN Large Hadron Collider Beschleunigers seinen Dienst.
Als zusätzliche Dienstleistung erbringt das CSCS Datenspeicherdienste für die Schweizer Systembiologie-Initiative SystemsX und für das Zentrum für Klimamodellierung C2SM der ETH Zürich.

## Forschung und Entwicklung
Zur Unterstützung der Weiterentwicklung seiner Supercomputer-Dienste evaluiert das CSCS für das Supercomputing relevante Technologien im Sinne eines Technologiescouting und publiziert die Ergebnisse als Whitepapers online.
Im Jahr 2009 lancierte das CSCS zusammen mit der Universität der italienischen Schweiz die Plattform HP2C mit dem Ziel, wissenschaftliche Codes von Schweizer Forschern auf kommende Supercomputer-Architekturen vorzubereiten.